# Sinbad of the Seven Seas
Sinbad of the Seven Seas é um filme ítalo-estadunidense de 1989 dirigido por Enzo G. Castellari.

## Sinopse
Simbad e sua tripulação ajudam um jovem príncipe que precisa enfrentar um malígno feiticeiro para poder pedir a mão de uma bela princesa.

## Elenco
- Lou Ferrigno
- John Steiner
- Roland Wybenga
- Alessandra Martines
- Stefania Girolami Goodwin
- Haruhiko Yamanouchi
- Cork Hubbert
- Yehuda Efroni
- Ennio Girolami
- Teagan Clive
- Leo Gullotta
- Donald Hodson
- Melonee Rodgers
- Romano Puppo
- Armando MacRory
- Ted Rusoff
- Attilio Cesare Lo Pinto
- Giada Cozzi
- Daria Nicolodi